# آلفرد کیلینگ
آلفرد کیلینگ (انگلیسی: Alfred Keeling; ۱۴ دسامبر ۱۹۲۰ – ۱ دسامبر ۱۹۴۲) بازیکن فوتبال اهل بریتانیا بود.
از باشگاه‌هایی که در آن بازی کرده‌است می‌توان به باشگاه فوتبال برافورد پارک آونیو، باشگاه فوتبال پورتسموث، باشگاه فوتبال منچستر سیتی، و باشگاه فوتبال برادفورد سیتی اشاره کرد.